# Minuartia mutabilis
Minuartia mutabilis là loài thực vật có hoa thuộc họ Cẩm chướng. Loài này được (Lapeyr.) Schinz & Thell. ex Bech. mô tả khoa học đầu tiên năm 1938.